# NGC 3111
NGC 3111 ist eine linsenförmige Galaxie vom Hubble-Typ E-S0 im Sternbild Großer Bär am Nordsternhimmel. Sie ist rund 331 Millionen Lichtjahre von der Milchstraße entfernt. Die Entfernungsmessungen basierend auf den Radialgeschwindigkeiten stimmen nicht mit den rotverschiebungsunabhängigen Entfernungsschätzungen von 271 Millionen Lichtjahren überein.
Das Objekt wurde am 17. März 1828 von John Herschel entdeckt.